# ميخائيل بوكر
ميخائيل بوكر (بالإنجليزية: Michael Booker)‏ هو لاعب كرة قدم أمريكية أمريكي، ولد في 27 أبريل 1975 في سينسيناتي في الولايات المتحدة.

## وصلات خارجية
- ميخائيل بوكر على موقع مرجع كرة القدم المحترفة.كوم (الإنجليزية)